# Coclé del Norte
Coclé del Norte è un comune (corregimiento) della Repubblica di Panama situato nel distretto di Donoso, provincia di Colón. Si estende su una superficie di 929,9 km² e conta una popolazione di 3.555 abitanti (censimento 2010).